# Cayo Pine

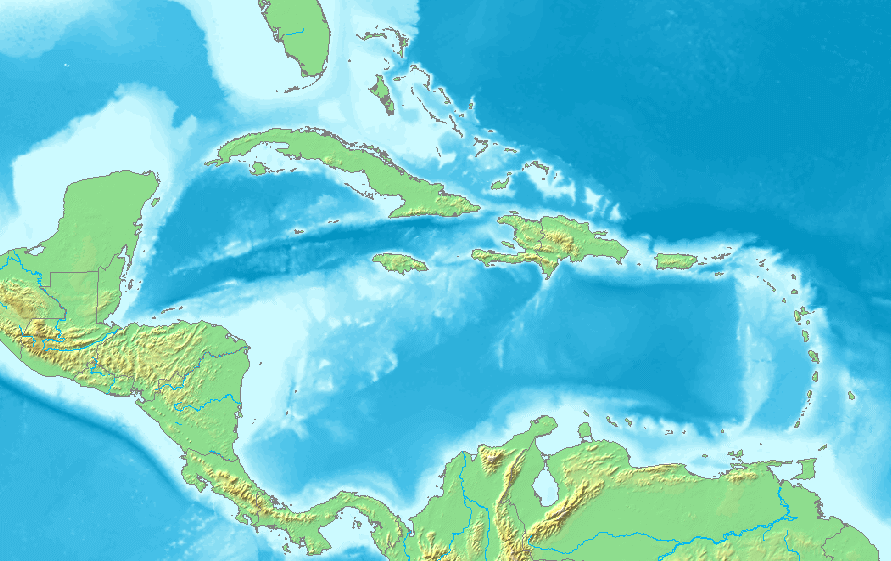
Mapa político

Cayo Pine o Cayo Pino (en inglés: Pine Cay) es una isla de aproximadamente 30 habitantes del archipiélago de las Turcas y Caicos. Es de propiedad privada de Meridian Club y el área se alquila a sus empleados y clientes.
Cayo Pino fue el lugar de los primeros desarrollos turísticos en las Islas Turcas y Caicos. Estaba previsto ya en la década de 1950 pero se comenzó en realidad a partir en la década de 1970.
Es de menos de una milla de ancho y dos millas de largo, a pesar de 9 millas de senderos que recorren la isla.
Uno de los sitios más singulares de la isla es la parte donde se encuentra el pescado de agua salada en los lagos de agua dulce. Esto se debe a los efectos del Huracán Donna que azotó el cayo en 1960.